# Monumenti storici dell'antica Kyoto (città di Kyoto, Uji ed Ōtsu)
I monumenti storici dell'antica Kyoto (città di Kyoto, Uji e Ōtsu) comprendono 17 siti in Giappone; sono stati dichiarati patrimonio dell'umanità dall'UNESCO nel 1994 e sono situati in 3 diverse città: Kyoto, Uji (nella prefettura di Kyoto) ed Ōtsu (nella prefettura di Shiga). Di questi monumenti, 13 sono templi buddhisti, 3 sono santuari shintoisti ed 1 è un castello. La lista di beni include 38 edifici indicati dal governo giapponese come Patrimonio nazionale del Giappone, 160 definiti Importanti proprietà culturali del Giappone, 8 giardini come Luoghi di particolare bellezza paesaggistica e 4 come Luoghi di grande bellezza naturalistica.

## Criteri di selezione
Kyoto ha un patrimonio culturale incredibilmente consistente, a differenza di altre città giapponesi che hanno perso edifici a causa di invasioni straniere o di guerre, e ha la più alta concentrazione di beni culturali del Giappone. Anche se devastata da guerre, incendi e terremoti nel corso dei suoi undici secoli come capitale imperiale, Kyoto è stata graziata dalle distruzioni della seconda guerra mondiale; fu infatti risparmiata dai bombardamenti alleati effettuati sulle grandi città giapponesi per preservarla integra ed utilizzarla come possibile bersaglio di un attacco nucleare. Successivamente fu rimossa dalla lista degli obiettivi della bomba atomica (nella quale appariva all'inizio) grazie al personale intervento del segretario di stato per la guerra Henry L. Stimson, che si impose per salvare un centro culturale di tale importanza, conosciuto durante la propria luna di miele e nelle successive visite diplomatiche (fu quindi sostituita da Nagasaki).
Le 17 località del Patrimonio Mondiale dell'Umanità hanno origine in un periodo compreso tra il X e il XIX secolo e ciascuna è fortemente rappresentativa del periodo in cui fu costruita. L'importanza storica della regione di Kyoto è stata tenuta in considerazione dall'UNESCO nel processo di selezione.

## Elenco delle località
| Nome | Tipologia                                                   | Posizione                                           | Immagine |
| --- | ----------------------------------------------------------- | --------------------------------------------------- | -------- |
| Santuario di Kamowakeikazuchi (賀茂別雷神社?, Kamo Wake-ikazuchi Jinja) o Santuario di Kamigamo (上賀茂神社?, Kamigamo Jinja) | Santuario shintoista                                        | Kita-ku, Kyoto, 35°03′37″N 135°45′10″E              |          |
| Santuario di Kamomioya ( 賀茂御祖神社?, Kamo Mioya Jinja) o Santuario di Shimogamo (下鴨神社?, Shimogamo Jinja)               | Santuario shintoista                                        | Sakyō-ku, Kyoto, 35°02′20″N 135°46′21″E             |          |
| Kyōōgokoku-ji (教王護国寺?) o Tō-ji (東寺?)                                                                                   | Tempio buddhista Shingon                                    | Minami-ku, Kyoto, 34°58′51.48″N 135°44′48.02″E      |          |
| Kiyomizu-dera (清水寺?) | Tempio buddhista indipendente                               | Higashiyama-ku, Kyoto, 34°59′41.39″N 135°47′06.01″E |          |
| Enryaku-ji (延暦寺?) | Tempio buddhista Tendai                                     | Ōtsu, Shiga, 35°04′13.62″N 135°50′27.33″E           |          |
| Daigo-ji (醍醐寺?) | Tempio buddhista Shingon                                    | Fushimi-ku, Kyoto, 34°57′03.57″N 135°49′10.51″E     |          |
| Ninna-ji (仁和寺?) | Tempio buddhista Shingon                                    | Ukyō-ku, Kyoto, 35°01′51.63″N 135°42′49.58″E        |          |
| Byōdō-in (平等院?) | Tempio buddista gestito congiuntamente da Jōdo shū e Tendai | Uji, Kyoto, 34°53′21.45″N 135°48′27.69″E            |          |
| Santuario di Ujigami (宇治上神社?, Ujigami Jinja)                                                                             | Santuario shintoista                                        | Uji, Kyoto, 34°53′31″N 135°48′41″E                  |          |
| Kōzan-ji (高山寺?) | Tempio buddhista Shingon della scuola Omuro-ha              | Ukyō-ku, Kyoto, 35°03′36.39″N 135°40′42.85″E        |          |
| Saihō-ji (西芳寺?) o Koke-dera (苔寺?)                                                                                        | Tempio buddhista Zen Rinzai-shū                             | Nishikyō-ku, Kyoto, 34°59′31.06″N 135°40′59.93″E    |          |
| Tenryū-ji (天龍寺?) | Tempio buddhista Zen Rinzai-shu della scuola Tenryū         | Ukyō-ku, Kyoto, 35°00′57.47″N 135°40′25.58″E        |          |
| Rokuon-ji (鹿苑寺?) o Kinkaku-ji (金閣寺?)                                                                                    | Tempio buddhista Zen Rinzai-shu                             | Kita-ku, Kyoto, 35°02′21.85″N 135°43′45.71″E        |          |
| Jishō-ji (慈照寺?) o Ginkaku-ji (銀閣寺?)                                                                                     | Tempio buddhista Zen Rinzai-shu                             | Sakyō-ku, Kyoto, 35°01′36.75″N 135°47′53.7″E        |          |
| Ryōan-ji (Shinjitai: 竜安寺, Kyūjitai: 龍安寺? Il tempio del drago pacifico)                                                  | Tempio buddhista Zen Rinzai-shu della scuola Myōshinji      | Ukyō-ku, Kyoto, 35°02′04.18″N 135°43′05.71″E        |          |
| Nishi Hongan-ji (西本願寺?)                                                                                                   | Tempio buddhista Jodo Shinshu                               | Shimogyō-ku, Kyoto, 34°59′31.37″N 135°45′05.81″E    |          |
| Castello Nijō (二条城?, Nijō-jō)                                                                                              | Castello                                                    | Nakagyō-ku, Kyoto, 35°00′50.96″N 135°44′51″E        |          |